# Dēivas
Dēivas je nejvyšší baltský bůh a vládce nebes. Určuje řád světa a zná jeho osud, podle pozdějších představ jej i určuje. Ve folklóru se vyznačuje rozvážností, moudrostí a spravedlností, jeho podoba není zmiňována, podle Marije Gimbutienė měl podobu mladého muže stejně jako pruský Patrimpos.
Litevsky je nazýván Diēvas, ve starší ortografii Dëwas, lotyšsky Dìevs, v starší ortografii Deews, prusky deiwas, Deiws či deywis. Tvar Dēivas je rekonstruované jméno tohoto božstva v protobaltštině a znamená jednoduše „bůh“. Pruské theonymum Ukapirmas „Nejprvnější“ je nejspíše titulem Dēivase, z čehož lze odvozovat existenci původního jména božstva Ukapirmas Deivas „Nejprvnější bůh“. Podle dalších mytologů jsou s Deivasem totožní i An(t)-deivas a Numa-deivas známí z historických pramenů.
Diēvas je u Litevců zpravidla zmiňován společně s Perkunem a Velniem a tyto božstva dohromady tvoří ústřední trojici litevské mytologie. Přes jeho rysy nejvyššího božstva jej ve středověké Litvě zastínil Perkunas, spojený s vládnoucí vrstvou. Důvodem mohla být typologická blízkost Diēvase a křesťanského Boha. Později tyto dvě postavy splynuly, výraz Diēvas se používal jako označení Boha, a v lidové slovesnosti je často nejasné o jakém z božstev se mluví.
V historických pramenech se z důvodů zmíněné podobnosti s křesťanským Bohem vyskytuje jen zřídka. Výjimkou je například zmínka Paula Einhorna z roku 1636 o bezejmenném bohu nebes nebo poukaz Augusta Hupela v 18. století na to že slovo Dievs označuje i jednoho z pohanských bohů.